# Die süßesten Früchte
Die süßesten Früchte ist eine deutsche Filmkomödie von Franz Antel aus dem Jahr 1954.

## Handlung
Der Staat Fantasien besteht aus den Ländern Perlonien im Norden und Bananien im Süden. Beide Länder trennt eine strikte Zollschranke. Sie verhindert, dass Perlonien Südfrüchte erhält, während Bananien keine Perlonstrümpfe kaufen kann. Die Männer in Perlonien gehen auf die Barrikaden. Während der beleibte Carfioli den Premierminister mit Gewalt stürzen will, ruft Beppone, genannt „Bananen-Beppo“, zur Besonnenheit auf. Es kommt zur Prügelei beider Anhänger, bei der Beppo Carfioli die Nase verletzt. Auch Carfiolis zufällig vorbeikommende Tochter Eva wird Opfer der Unruhen: Sie wird von Demonstranten ins Meer geworfen und Beppo springt hinterher, um sie zu retten. Dem Premierminister hilft es nichts. Auf der Kabinettssitzung wird er abgesetzt und rutscht auf seinem letzten Weg zum Taxi ordnungsgemäß auf einer Bananenschale aus. Der neue Minister Roberto di Caramello soll die Verhandlungen mit Bananien vorantreiben. Beppo, der die ohnmächtige Eva in sein Haus gebracht hat und sich in sie verliebt, will als Sprecher der Perlonier beim Premierminister vorstellig werden. Er ist erstaunt, dass er problemlos in den scharf bewachten Ministerpalast kommt. Noch überraschter ist er, als er dem Minister gegenübersteht: Er gleicht ihm aufs Haar, nur dass Roberto keine Tätowierungen hat. Es stellt sich heraus, dass Beppo und Roberto Stiefbrüder sind.
Roberto will nach Bananien zu Verhandlungen reisen, doch hält ihn sein Berater Tomato zurück. Er hat erfahren, dass Ministerpräsident Alvarez Petitez und sein Bruder, Propagandaminister Domingo Petitez, in Bananien einen Anschlag auf Roberto vorbereitet haben. Sie wollen dadurch endlich die Macht im Land erhalten, die bisher in den Händen von Präsidentin Irina liegt. Roberto entschließt sich, auf die Reise nach Bananien zu verzichten. Beppo hingegen weiß, wie wichtig ein Abkommen mit dem Nachbarland wäre und ist bereit, als Roberto in das Land zu gehen, um den Handelsvertrag abzuschließen. Roberto willigt ein und zieht in dieser Zeit als Beppo in dessen Wohnung.
Alvarez und Domingo organisieren derweil die Ermordung des perlonischen Ministerpräsidenten. Sie lassen die Killer Brezo und Rigo frei, die Beppo schon auf dem Weg zum Palast der Präsidentin ermorden sollen. Eine funktionsuntüchtige Pistole führt zum Scheitern dieses Plans. Beppo wird Irina und deren Nichte Juanita vorgestellt. Er verliebt sich in Juanita und entgeht in der Folge mehreren Anschlägen. Auch Tomato ist inzwischen nach Bananien gekommen, wobei er sich als Schwerverbrecher Charly Fly ausgibt. Er will auf Beppo aufpassen. Tatsächlich ist er es, der am Ende von Alvarez und Domingo als Mörder des vermeintlichen perlonischen Ministerpräsidenten ausgewählt wird. Er erhält eine Höllenmaschine, die er im Zimmer des Ministerpräsidenten deponieren soll. Bei der Explosion soll der Ministerpräsident ums Leben kommen. Da so der Vertrag nicht zustände käme, würde das Volk Bananiens noch unzufriedener werden und eine Absetzung der Präsidentin verlangen. So wäre der Weg für Alvarez als neuer Präsident des Landes frei. Beppo gelingt es mit Tomato, die Höllenmaschine rechtzeitig loszuwerden. Bei der Explosion wird so nur die Statue der Landesmutter zerstört. Dennoch glauben Alvarez und Domingo, Roberto alias Beppo sei tot. Sie triumphieren vor der Präsidentin, die nun das falsche Spiel der beiden Männer durchschaut. Als Beppo erscheint, lässt sie Alvarez und Domingo verhaften. Kurze Zeit später unterschreiben Irina und Beppo den Vertrag, der die Zollunion von Bananien und Perlonien besiegelt. Beppo fährt mit Juanita zur Grenze, wo er ihr das erste Paar Perlons eintauschen will. Roberto ist unterdessen mit Eva an die Grenze gekommen, um ihr das erste Bündel Bananen zu holen. Beide Männer treffen im Zollhäuschen aufeinander. Beppo gesteht seinem Bruder, dass er Eva nie wirklich geliebt hat, sondern seine Zukunft an der Seite von Juanita sieht. Roberto wiederum ist glücklich, seinem Bruder nun nicht die Geliebte ausgespannt zu haben. Die beiden Frauen erscheinen und erkennen, dass sie jeweils den anderen vor sich geglaubt haben. Die Verwechslung ist jedoch nur halb so schlimm: Irina will als Präsidentin zugunsten ihrer Nichte abdanken, sodass Beppo selbst Präsident von Bananien wird; Eva wiederum ist mit einem Ministerpräsidenten an ihrer Seite ebenfalls glücklich.

## Produktion
Die süßesten Früchte wurde von Oktober bis Dezember 1953 in Gardone Riviera am Gardasee, Taormina und Umgebung sowie in den Bavaria-Ateliers München-Geiselgasteig gedreht. Die Regieassistenz hatte Arnd Heyne inne, die Filmbauten stammen von Arne Flekstad und Sepp Rothauer. Der Film erlebte am 5. Februar 1954 seine Premiere. Im Jahr 2011 erschien der Film auf DVD.
Es spielen Erwin Lehn und sein Orchester, es tanzen Die 3 Bajoratis. Die damals noch wenig bekannten Peter Alexander und Leila Negra singen das Lied Die süßesten Früchte. Plattenproduzent Gerhard Mendelson verkaufte Franz Antel das Band mit dem fertigen, ursprünglich nicht vorgesehenen Titelsong von sich aus für 5.000 Schilling. Das Lied wurde ein großer Erfolg und bedeutete für die beiden Interpreten, die im Film nicht erwähnt wurden, den Durchbruch in ihrer Sängerkarriere.
Beim Dreh auf Sizilien verliebten sich Regisseur Antel und Hauptdarstellerin Bollmann und heirateten noch vor der Filmpremiere im Dezember 1953. Während des Hochzeitsfests hing über der Tanzfläche eine Bananenstaude – sinnbildlich für den gerade gedrehten Film – und Gunther Philipp schenkte dem Brautpaar „eine in mühevoller Sonderanfertigung hergestellte Fünf-Horn-Autohupe, die in 28 Tonstößen die ersten Takte des Titelschlagers ‚Die süßesten Früchte …‘ hervorquäkt.“

## Kritik
Für den film-dienst war Die süßesten Früchte ein „operettenhaftes Lustspiel mit mäßigem Humor und Anflügen von politischer Satire.“